# Стојановић
Стојановић је јужнословенско презиме настало од јужнословенског мушког имена Стојан. Стојановић је шесто презиме по учесталости у Србији, а уобичајено је и у Хрватској, са 2.798 носилаца (попис 2011).
У Србији је учесталост презимена била већа од републичког просека (1:139) у следећим окрузима:
- 1. Јабланички округ (1:30)
- 2. Пчињски округ (1:48)
- 3. Нишавски округ (1:52)
- 4. Топлички округ (1:59)
- 5. Пиротски округ (1:71)
- 6. Зајечарски округ (1:72)
- 7. Поморавски округ (1:78)
- 8. Браничевски округ (1:95)
- 9. Подунавски округ (1:98)
- 10. Борски округ (1:99)

## Људи
- Анђелија Стојановић (рођена 1987), српски шаховски велемајстор
- Александар Стојановић (рођен 1954), српски фудбалски голман и бивши голман
- Бобан Стојановић (фудбалер) (рођен 1979), српски фудбалски нападач
- Далибор Стојановић (рођен 1989), словеначки фудбалски везиста/нападач
- Данијел Стојановић (рођен 1984), хрватски фудбалер
- Дејан Стојановић (рођен 1959), српско-амерички песник, писац, есејиста, филозоф, бизнисмен и бивши новинар
- Дејан Стојановић (фудбалер) (рођен 1993), фудбалски голман из Републике Македоније
- Филип Стојановић (рођен 1988), српски фудбалер
- Горан Стојановић (рођен 1977), црногорски рукометаш
- Иван Стојановић (1829–1900), католички свештеник који је написао књигу „Дубровачка књижевност“ (1900)
- Љубиша Стојановић Луис (1952-2011), српски певач рођен у Лесковцу
- Љубомир Стојановић (1860–1930), српски државник, политичар, филолог и академик
- Мијат Стојановић (1818–1881), хрватски просветитељ, етнограф и народни писац
- Мајк Стојановић (1947–2010), српски фудбалер
- Милан Стојановић (голман), југословенски фудбалски голман
- Милан Стојановић (везни фудбалер) (рођен 1988), српски фудбалер
- Милка Стојановић (1937–2023), српска сопран оперска певачица
- Милош Стојановић (рођен 1984), српски фудбалер који игра на позицији нападача
- Мирко Стојановић (рођен 1939), бивши хрватски фудбалер
- Младен Стојановић (1896–1942), љекар и југословенски народни херој из Приједора
- Младен Стојановић Чакр-паша (сп. 1876–85), српски разбојник и бунтовник
- Ненад Стојановић (рођен 1979), српски фудбалер
- Нина Стојановић (рођена 1996), српска тенисерка
- Петар Стојановић (композитор) (1877–1957), српски виолиниста и композитор оперета, балета и оркестарске музике
- Петар Стојановић (фудбалер) (рођен 1995), словеначки фудбалер
- Радосав Стојановић (рођен 1950), књижевник и публициста
- др Радослав Стојановић, професор права на Универзитету у Београду
- Саша Стојановић (рођен 1983), фудбалер Србије
- Славиша Стојановић (рођен 1989), српски фудбалски везиста
- Славко Стојановић (1930–2012), бивши хрватски фудбалски голман
- Сретен Стојановић (1898–1960), један од најистакнутијих босанских и српских вајара 20. века
- Стефан Стојановић (рођен 1988), српски фудбалер
- Стефан Стојановић (рођен 1992), српски фудбалер
- Стеван Стојановић (рођен 1964), српски фудбалски голман у пензији
- Стеван Стојановић Мокрањац (1856–1914), српски композитор и музички педагог
- Свен Стојановић (рођен 1969), шведски редитељ српског порекла који се углавном бави шведском ТВ продукцијом
- Светозар Стојановић (1931–2010), српски филозоф и политички теоретичар
- Трајан Стојановић (1920–2005), српско-амерички историчар
- Весна Стојановић, бивши српски фудбалски нападач
- Трајко Стојановић Косовац (Приштина, 19. мај 1934 – Београд, 2002), сликар, сценограф